# Decaisnina forsteriana
Decaisnina forsteriana là một loài thực vật có hoa trong họ Loranthaceae. Loài này được (Schult) Barlow mô tả khoa học đầu tiên năm 1972.